# أصيد (اسم)
أَصْيَد هو اسم علم مذكر من أصل عربي، ومعناه هو مائل العنق من الكبر وهو الملك الذي لا يلتفت من الزهوِّ والكبرياء. والأصيد هو الأسد.